# Combat de reines
 (février 2013).
Si vous disposez d'ouvrages ou d'articles de référence ou si vous connaissez des sites web de qualité traitant du thème abordé ici, merci de compléter l'article en donnant les références utiles à sa vérifiabilité et en les liant à la section « Notes et références ».
Ne doit pas être confondu avec Bataille de reines.
Pour les articles homonymes, voir Reine.

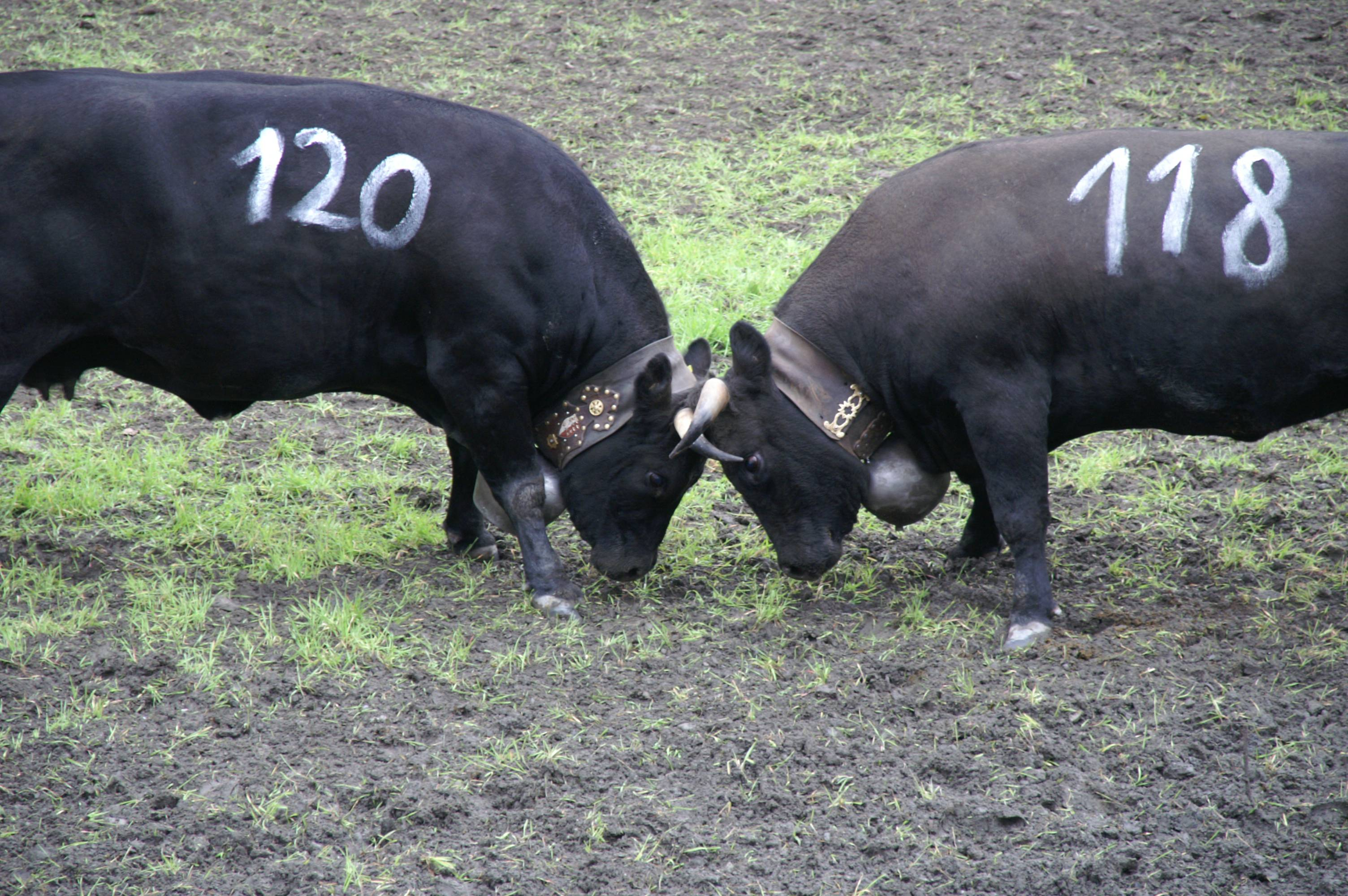
Combat entre deux vaches d'Hérens lors de la Foire du Valais à Martigny en Suisse.

Les combats de reines sont des combats entre plusieurs vaches de la race d'Hérens se déroulant en Valais en Suisse où cette pratique est inscrite en tant que tradition vivante de Suisse. En Vallée d'Aoste en Italie, ces combats sont appelés bataille de reines. L'extension de la vache d'Hérens en Haute-Savoie en France fait que les combats de reines se développent également dans ce pays,.
La vache d'Hérens étant d'un tempérament vif avec une forte corpulence, les combats se font naturellement au sein des troupeaux pour établir la hiérarchie. Dès le printemps, les vaches s'affrontent en se poussant avec la tête et les cornes mais ne se blessent que rarement. Une bête est vaincue lorsqu'elle se détourne de son adversaire ou refuse le combat en signe de soumission. À la fin des joutes, la « reine » du troupeau est désignée.

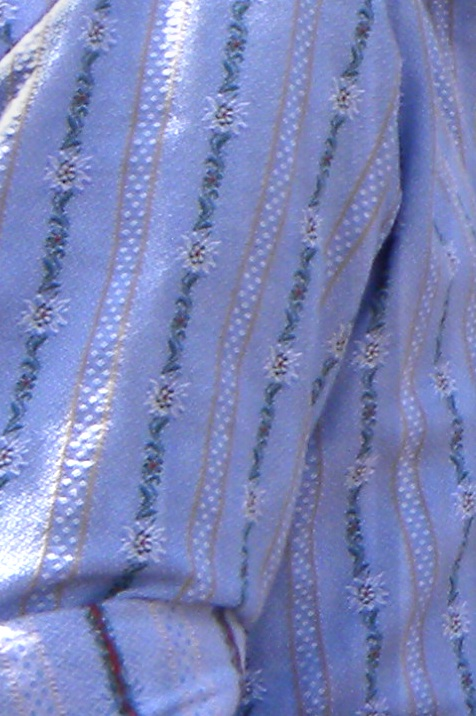
Toile de chemise traditionnelle des éleveurs de bétail. La chemise Edelweiss.

Depuis 1922, des combats populaires sont organisés tout au long de l'année en Valais : les vaches classées en catégories (selon le poids, l'âge et le nombre de veaux) sont alors amenées sur une aire de combat en plaine ou en montagne. Issues de divers alpages et élevages, les meilleures bêtes couronnées lors des combats s'affrontent pour le titre convoité de « Reine cantonale ».
La pratique figure parmi les traditions de la liste nationale du patrimoine culturel immatériel valaisan. La vache de la race d'Hérens, via la forte couverture médiatique et l'essor autour de ces combats, joue un rôle dans la création de l'identité des habitants du Canton du Valais. Son image est notamment reprise dans la publicité commerciale, mais aussi politique; ce qui n'est pas du goût de tout le monde,. En mars 2020, La Poste (Suisse) en a même fait un timbre spécial.

## Déroulement des combats

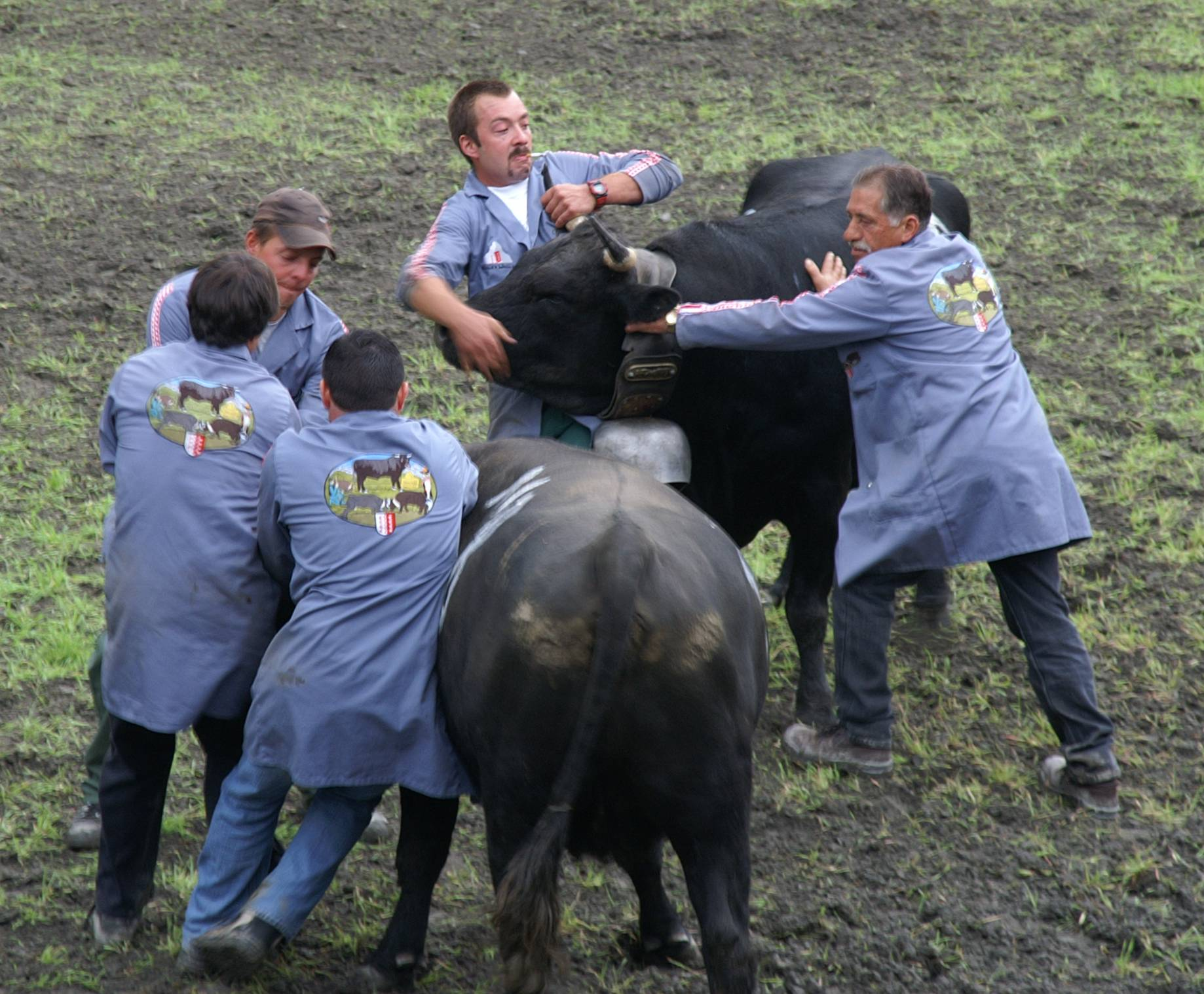
Les rabatteurs surveillent les combats et font s'approcher les vaches. La force des bêtes impose parfois l'intervention de plusieurs rabatteurs.

Un jury arbitre les combats et fait les annonces. Pour chaque catégorie, on définit des groupes d'une dizaine de bêtes. Les vaches de chaque groupe s'affrontent et les meilleures sont qualifiées pour s'affronter par la suite et désigner la reine de la catégorie. Le jury désigne les vaches par catégorie d'âge. Les vaches ont un numéro sur le côté du dos. Elles se mettent tête contre tête et se poussent. Quand une des deux vaches part (abandonne le combat) ; le jury l'élimine quand la vache abandonne 3 fois. Ensuite, les meilleures (celles qui ont gagné les combats ⇒ les plus fortes) se battent l'une contre l'autre comme au début. Les plus fortes restent, tandis que les plus faibles partent (sont éliminées). Les vaches gagnantes remportent une cloche.

### Début des combats
Les propriétaires et les bêtes arrivent sur l'aire de combat. Le jury demande ensuite que les vaches soient détachées, les propriétaires quittent alors la zone et cèdent leur place aux « rabatteurs ». Ceux-ci ont un rôle primordial, ils surveillent les combats et amènent les vaches au bon endroit pour qu'elles s'affrontent. Les rabatteurs suivent les ordres du jury qui demande que certaines bêtes soient rapprochées pour lancer le combat. Les rabatteurs doivent être attentifs pour ne pas se faire renverser par les lutteuses.

### Élimination
Une bête qui perd le combat à trois reprises est éliminée. Il en va de même pour les vaches qui évitent leurs adversaires en se détournant ou fuyant le combat. Les meilleures (4 à 6 bêtes) de chaque groupe se retrouvent dans la finale de leur catégorie.
Il faut parfois plusieurs dizaines de minutes pour connaître le nom de la gagnante. Les combats les plus longs peuvent durer plus de 40 minutes, et les plus courts quelques secondes. Les combats sont souvent entrecoupés par des temps de pause où les vaches grattent la terre ou meuglent.

## Finale
- La grande finale cantonale a lieu chaque année à Aproz en Valais (dès l'édition 2011, on parle désormais de Finale Nationale, puisque des vaches d'Hérens non-valaisanne ont l'autorisation d'y participer).
- Dans chaque catégorie, les 6 finalistes des sept districts participent à la grande finale
- Environ 160 vaches y participent
- Depuis quelques éditions, la finale cantonale est diffusée en direct sur la première chaîne de télévision suisse romande
- Plus de 12 000 personnes viennent assister aux matches

## Blessures
Les vaches peuvent se blesser pendant les combats à cause des coups de cornes, mais elles se blessent très rarement. De plus, les éleveurs ont l'interdiction formelle de limer les cornes des vaches. Si une vache perd une corne, elle est obligée de porter un bandage dessus pour éviter de faire mal à l'autre vache.

## Règlement

### Règlement (avant 2006)
La reine des reines est un titre obtenu après une demi-finale et la finale. La demi-finale oppose la reine de la 1re catégorie avec la reine de la 2e catégorie. La reine de la 3e catégorie affronte la reine de la 4e catégorie. Les deux gagnantes se retrouvent en finale, les deux perdantes se battent pour la 3e et 4e place.

### Nouveau règlement (dès 2006)
Le déroulement de la demi-finale a été modifié à la suite d'un souhait des éleveurs. Une fois les reines de chaque catégorie déterminées, un tirage au sort a lieu entre les quatre catégories afin d'établir l'ordre des combats. Une reine de 1er catégorie pourrait donc affronter une vache de 3e catégorie à la suite du tirage au sort.

## Catégories

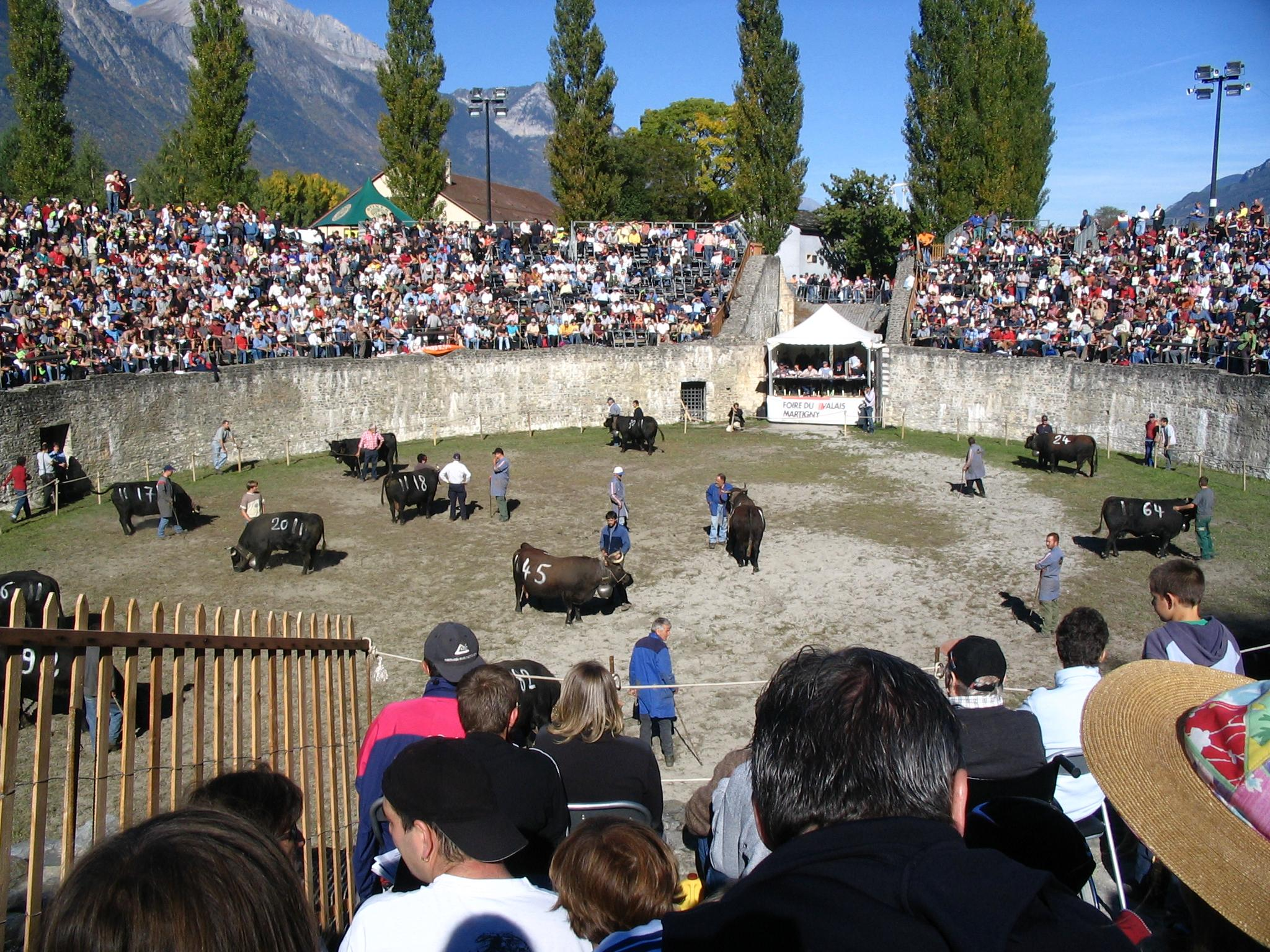
Reines dans l'amphithéâtre de Martigny, peu avant les affrontements en 2005.

La répartition dans les trois premières catégories se fait d'après le poids de toutes les concurrentes qui ont mis bas au moins deux veaux.
- 1re catégorie : le tiers le plus lourd (en général plus de 600 kg)
- 2e catégorie : le tiers médian
- 3e catégorie : le tiers le moins lourd
- 4e catégorie : bêtes qui ont mis bas un seul veau (vaches primipares ou « génisses vêlées »)
- 5e catégorie : bêtes de 2 ans et demi, n'ayant pas encore mis bas (génisses)

## Contrôle
Avant le combat, les cornes sont vérifiées afin de s'assurer qu'elles ne provoqueront pas de blessures graves. Les cornes sont en effet progressivement modelées par les éleveurs, par divers moyens, afin qu'elles pointent vers l'avant tout en ayant une belle courbure. Des cornes trop pointues pourraient blesser le cuir de la vache adverse — ce qui n'empêche pas les vaches de se blesser parfois.
À la fin des combats, certaines vaches sont amenées auprès d'un vétérinaire qui procède à un contrôle antidopage et une échographie pour déterminer si la bête est portante.

## Filmographie
- "Folos" des Reines  (France, 1999), film de Michel Crozas, production L'Oeil Nu, 51'.
- Vedette (France, 2022), film de Claudine Bories et Patrice Chagnard, production Les films du parotier, 100'.